# 練習曲作品25第1號 (蕭邦)

練習曲作品25第1號之開頭

練習曲作品25第1號是蕭邦的一首練習曲作品，作於1836年，出版於1837年。此曲為降A大調，4/4拍，連綿的快板（Allegro sostenuto），琶音充斥全曲。蕭邦指出此曲像一名在石洞中躲避風雨的牧童在吹笛，而舒曼則為此曲起了一別名“風弦琴”。

## 結構
此曲由右手部分的主旋律和左手部分的伴奏組成，充滿十六分音的六連音。主旋律多由六連音中最先的一個音組成。
此曲要求靈巧而敏捷的彈奏、兩手間的平衡以及副旋律音色的控制。
利奥波德·戈多夫斯基為此曲寫了三首鋼琴改編作品，第一首只以左手彈奏。

## 外部連結
- 蕭邦練習曲分析 （页面存档备份，存于） （英文）
- 練習曲 Op. 25：国际乐谱典藏计划上的乐谱
- 来自乌托邦计划（英语：Mutopia Project）的多种格式乐谱 （页面存档备份，存于）